# William Blum
William Blum (wym. blʌm; ur. 6 marca 1933 w Brooklynie, zm. 9 grudnia 2018 w Arlington) – amerykański pisarz, dziennikarz i historyk, znany z krytyki władz USA.

## Życiorys
Blum był synem polskich Żydów, którzy wyemigrowali do Ameryki. Studiował księgowość. Początkowo pracował w wyuczonym zawodzie, następnie jako informatyk i analityk systemów w Departamencie Stanu USA. W 1967 zrezygnował ze stanowiska w proteście przeciwko roli Stanów Zjednoczonych w wojnie wietnamskiej. Założył i redagował lewicowe pismo „Washington Free Press”. W 1969 ujawnił nazwiska 200 pracowników CIA. W latach 1972–73 przebywał w Chile, gdzie pisał na temat polityki rządu Salvadora Allendego. Pracował jako freelancer w Ameryce, Europie i Afryce Południowej. W latach 2002–2003 był felietonistą pisma „The Ecologist”.
W 2006 Usama ibn Ladin publicznie zacytował fragment książki Bluma Państwo zła. Przewodnik po mrocznym imperium (Rogue State. A Guide to the World’s Only Superpower) zachęcając Amerykanów do przeczytania jej. W rezultacie sprzedaż książki znacząco wzrosła. Noam Chomsky nazwał książkę Killing Hope „bez wątpienia najlepszą książką napisaną na ten temat” (tzn. interwencji zagranicznych USA).
Blum był socjalistą i pacyfistą. Ostro krytykował politykę zagraniczną USA oraz działalność CIA. W wyborach prezydenckich w Stanach Zjednoczonych popierał Ralpha Nadera.

## Książki
- William Blum: The CIA. A Forgotten History. Londyn: Zed Books, 1987. (ang.). Brak numerów stron w książce
- William Blum: Rogue State. A Guide to the World’s Only Superpower. Monroe: Common Courage Press, 2000. ISBN 1-56751-194-5. (ang.). Brak numerów stron w książce
  - William Blum: Państwo zła. Przewodnik po mrocznym imperium. tłum. Jerzy Szyszko i Dariusz Retelski. Warszawa: Wydawnictwo „Refleksje”, 2003. ISBN 83-918770-0-0. Brak numerów stron w książce
- William Blum: West-Bloc Dissident. A Cold War Memoir. 2002. (ang.). Brak numerów stron w książce
- William Blum: Killing Hope. US Military and CIA Interventions Since World War II. Monroe: Common Courage Press, 2003. ISBN 1-56751-252-6. (ang.). Brak numerów stron w książce
- William Blum: Freeing the World to Death. Essays on the American Empire. 2004. (ang.). Brak numerów stron w książce